# أبرشية محج قلعة
أبرشية محج قلعة (بالروسية: Махачкалинская епархия) - هي أبرشية الكنيسة الأرثوذكسية الروسية في كل من داغستان والشيشان وإنغوشيتيا.
عاصمة الكاتدرائية - محج قلعة عاصمة داغستان. الكاتدرائية الرئيسية - كاتدرائية الافتراض المقدس.
المطران الرئيسي - مطران محج قلعة وغروزني فرلآم.

## تاريخ
قبل إنشاء أبرشية خاصة في داغستان، كانت المؤسسات ودور العبادة المسيحية في داغستان تتبع أبرشية أستراخان. وبعد تشكيل أبرشية ستافروبول في عام 1842، أصبحت أبرشية محج قلعة الحالية جزءًا منها.
منذ 28 ديسمبر 1998 أصبحت مؤسسات مسيحية داغستانية تتبع أبرشية باكو.
وفي 22 مارس 2011 ألحقت مؤسسات مسيحية داغستانية والشيشانية والأنغوشيية يأبرشية فلاديكافكاز.
و في 26 ديسمبر 2012 بقرار من المجمع المقدس للكنيسة الأرثوذكسية الروسية أنشئت أبرشية محج قلعة المستقلة مع المركز في محج قلعة - عاصمة داغستان، وألحقت بها الكنائس والرعايا والأديرة الداغستانية والشيشانية والأنغوشية. ومنذ تأسيسها يدير الأبرشية المطران فرلآم.
في 5 أكتوبر 2015 قاد أسقف محج قلعة وغروزني فرلآم موكب التطواف في مدينة كيزليار الداغستانية والتي أصبحت الأولى في تاريخ داغستان.

## القساوسة والرهبان
يخدم الأبرشية 30 رجل دين مسيحي منهم: 24 كاهن و6 شمامسة
وتدير الأبرشية:
- 6 مناطق كنسية
- 29 كنيسة
- 15 كنيسة صغيرة
- 3 غرف الصلاة
- كنيسة منزلية
- 2 دير

## الكنائس والأديرة

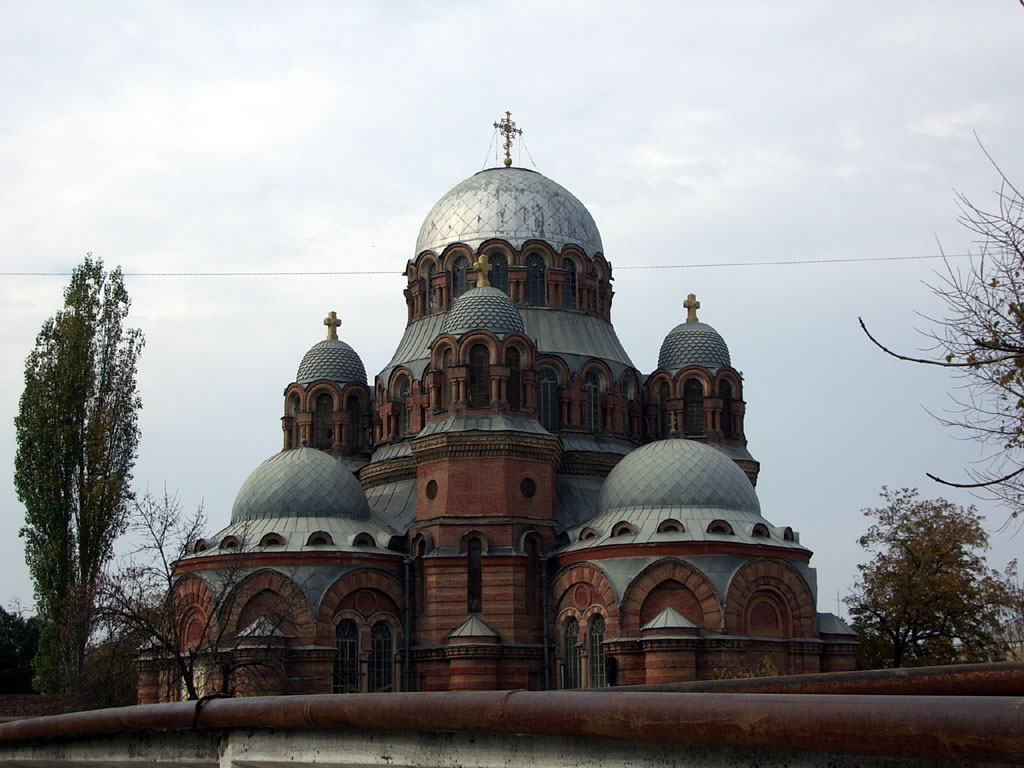
كاتدرائية زنامينسكي في خاسافيورت (داغستان)

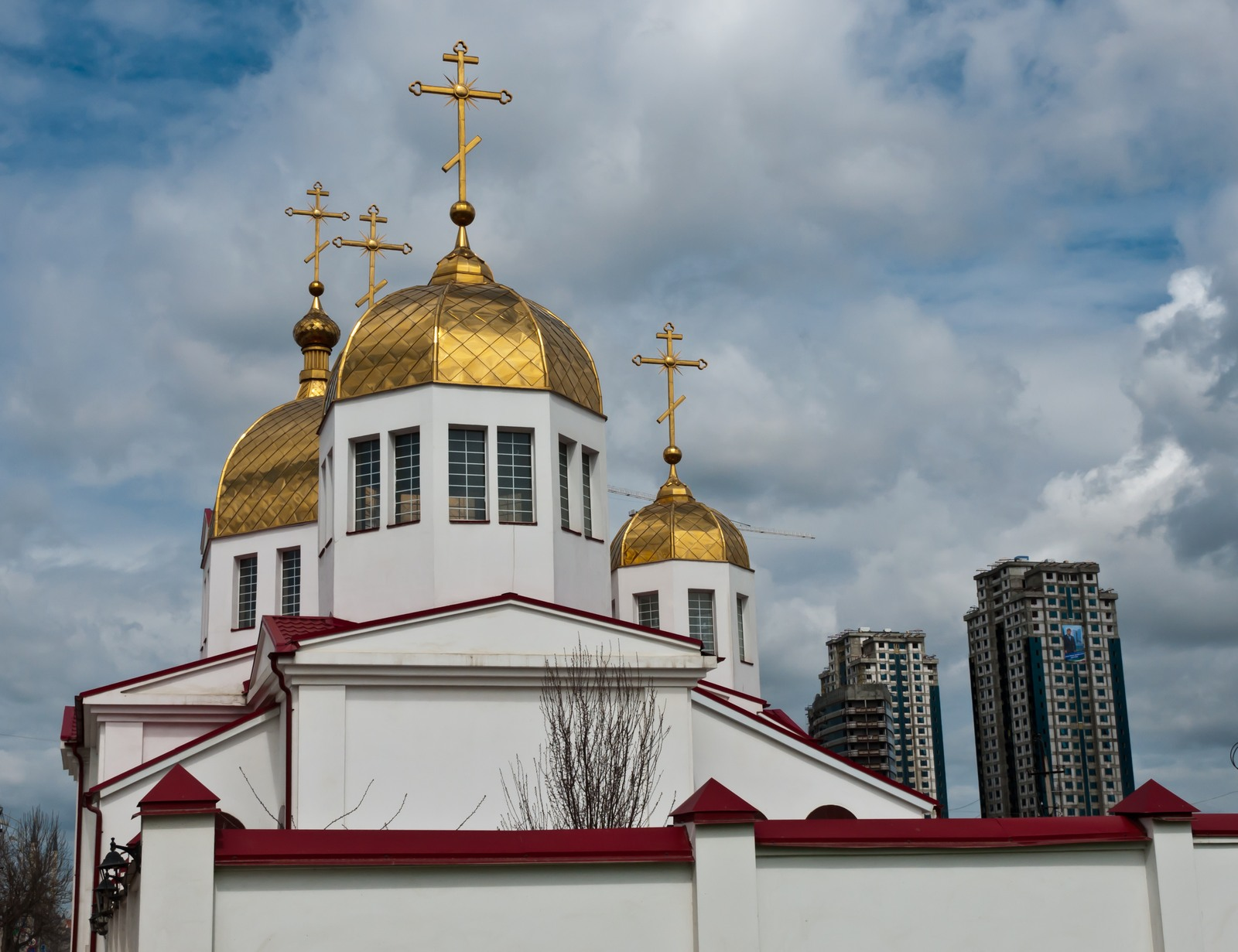
كنيسة ميخائيل في غروزني (الشيشان)

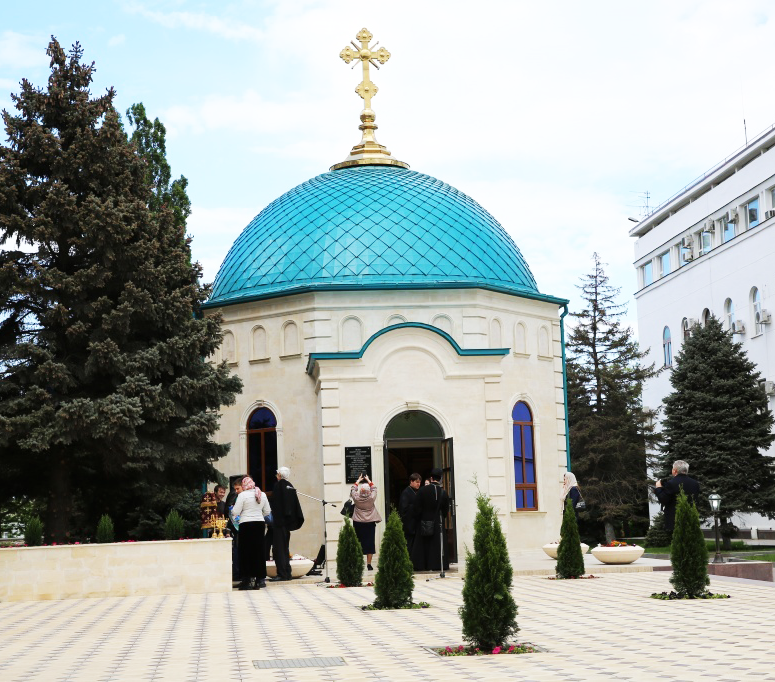
كنيسة القديس فلاديمير في محج قلعة (داغستان)

منطقة محج قلعة الكنسية توحِّد جميع الكنائس والأديرة على أراضي جمهورية داغستان باستثناء ثلاث مناطق إدارية في شمال الجمهورية، حيث تتبع منطقة كيزليار الكنسية. الكنائس والأديرة التي تقوم منطقة محج قلعة الكنسية بإدارتها، هي:
- كاتدرائية الافتراض المقدس - محج قلعة
- كنيسة القديس فلاديمير الأول - محج قلعة
- معبد على شرف الأيقونة الأيبيرية لوالدة المسيح على أراضي مركز توقيف للإصلاح الإصلاحية رقم 2 التابع لدائرة السجون الاتحادية في - قرية زاغورودني محج قلعة
- كاتدرائية زنامينسكي - خاسافيورت
- كنيسة أيقونة قازان لأم المسيح - كاسبييسك
- كنيسة شفاعة مريم العذراء - دربند
- كنيسة الراهب سيرافيم ساروف - إيزبيرباش
- كنيسة ألكسندر نيفسكي - قرية أختي
- كنيسة ألكسندر نيفسكي - بويناكسك
- معبد على شرف القديس المبارك ديمتري دونسكوي - قرية أراني (يجري بناؤها)
- غرفة-معبد على شرف أيقونة «انتصار والدة المسيح المقدسة» - قرية بوتليخ
- كنيسة مار جرجس العظيم - قرية باتايورت (تحت الإنشاء)

منطقة كيزليار الكنسية توحَِّد الكنائس والأديرة ودور العبادة في مناطق تاروموفسكي، نوغايسكي وكيزليارسكي الداغستانية ويضم 9 معابد و3 مصليات ودير واحد.
- كنيسة كنيسة مار جرجس العظيم - كيزليار
- كنيسة القديس نيكولاس - كيزليار
- مصلى على شرف أيقونة والدة المسيح - كيزليار
- كنيسة سيدة قازان والدة المسيح - قرية كومسومولسكي
- كنيسة القديس نيكولاس - قرية كراينوفكا
- كنيسة القديس نيكولاس - قرية بريانسك
- مصلى على شرف حاملي العاطفة الملكية المقدسة - قرية أليكساندريسكايا
- كنيسة القديس نيكولاس - قرية كوتشوبي
- كنيسة سانت أندرو - قرية تاروموفكا
- كنيسة ميلاد السيدة مريم العذراء - قرية تاروموفكا
- كنيسة بطرس وبولس - قرية كوكتوبي
- كنيسة ألكسندر نيفيسكي - تيريكلي ميكتيب

منطقة غروزني الكنسية توحَِّد الكنائس والأديرة ودور العبادة في جمهورية الشيشان باستثناء منطقتي ناؤورسكي وشيلكافسكوي.
- كنيسة رئيس الملائكة ميخائيل - غروزني
- كنيسة دميتري دونسكوي - خان قلعة
- كنيسة القديس نقولا - أسينوفسكايا (هدم)
- كنيسة رئيس الملائكة ميخائيل - منطقة فيدينسكي

منطقة ماغاس الكنسية
- كنيسة شفاعة مريم العذراء - سونجا

منطقة نؤورسك الكنسية تضم كنائس منكقتي نؤورسكي وشيلكوفسكوي لجمهورية الشيشان.
- كنيسة أيقونة والدة المسيح «فرح كل حزين» - قرية نؤورسكايا
- كنيسة ميلاد المسيح - قرية نؤورسكايا (تحت الإنشاء)
- كنيسة أيقونة والدة المسيح «فرح كل حزين» - قرية إيشيرسكايا
- كنيسة القديسة بربارة - قرية وشيلكوفسكايا
- مصلى الثالوث - قرية تشيرفليونايا

## الأديرة
- دير عيد الصليب - كيزليار (للنساء)
- دير نوفو سيناء - سونجا (للرجال)